# Artaxerxes III
Artaxerxes III Ochus của Ba Tư (khoảng 425-338 TCN; tiếng Ba Tư:اردشير سوم; tiếng Ba Tư cổ: 𐎠𐎼𐎫𐎧𐏁𐏂𐎠, phiên âm là Artaxšaçā) là vị hoàng đế thứ 11 của nhà Achaemenes xứ Ba Tư (358-338 TCN) và là vị vua đầu tiên của triều đại thứ 31 của Ai Cập. Triều đại của ông cùng thời với sự trị vì của Philippos II tại Macedonia và Nectanebo II tại Ai Cập. Lịch sử ghi nhận Artaxerxes III là một ông vua tài ba và vô cùng tàn bạo. Để bảo vệ ngai vàng ông đã giết hết những người thân, và đàn áp cuộc khởi nghĩa thành Phoenicia xứ Sidon. Artaxerxes III cũng xâm lược Ai Cập, cướp bóc của cải và tàn phá các đền miếu xứ này.
Trong những năm cuối đời của Artaxerxes, Philippos II của Macedonia đã phát triển quyền lực tại Hy Lạp. Ông ta đã cố gắng thuyết phục người Hy Lạp nổi loạn chống lại đế chế Achaemenes Ba Tư. Những hoạt động của ông ta đã gặp phải sự phản đối của Artaxerxes, và với sự hỗ trợ của ông, thành phố Perinthus đã chống lại một cuộc vây hãm của người Macedonia. Có bằng chứng về một chính sách xây dựng mới tại Persepolis vào những năm cuối đời của ông, nơi mà Artaxerxes dựng lên một cung điện mới và xây dựng lăng mộ của mình, nhưng dự án này như một cái cổng chưa hoàn thành. Theo một nguồn từ Hy Lạp của Diodorus của Sicilia, Bagoas đã đầu độc Artaxerxes, nhưng một tấm thẻ hình nêm (nay tại Bảo tàng Anh quốc) cho thấy rằng nhà vua mất vì nguyên nhân tự nhiên.

## Thời niên thiếu và sự kế vị
Trước khi kế vị ngai vàng, Artaxerxes có tên Ochus, là một phó vương và là một tướng lĩnh trong quân đội của cha mình là Artaxerxes II. Năm 359 TCN, ngay trước khi lên ngôi vua, ông tấn công Ai Cập để đáp trả cuộc tấn công bất thành của Ai Cập vào vùng ven biển của Phoenicia. Năm 358 TCN, cha ông chết ở tuổi 86 do bị đau tim vì hành động tranh đoạt quyền kế vị của các con trai mình. Artaxerxes III đã thành công khi lần lượt giết hại tất cả những người anh em của mình có thể kế vị là Darius, Ariaspes và Tiribazus. Artaxerxes III lên ngôi với tư cách là người kế vị hùng mạnh nhất và lệnh đầu tiên được ban ra là việc hành quyết 80 người họ hàng của mình để đảm bảo sự an toàn của hoàng đế.
Năm 355 TCN, Artaxerxes buộc người Athens phải ký kết một hiệp ước mà trong đó yêu cầu thành phố rời bỏ Tiểu Á và công nhận nền độc lập của các đồng minh của ông ta nổi loạn chống lại Athen. Artaxerxes đã tiến hành một chiến dịch chống lại người Cadusia nổi loạn nhưng đồng thời ông ta cũng cố gắng xoa dịu các vị vua Cadusian. Một nhân vật nổi lên từ thành công của chiến dịch trấn áp người Cadusian này có tên là Darius Codomannus, người về sau này đã chiếm đoạt lấy ngai vàng với tên Darius III.
Sau khi chiến dịch kiểm oát vùng Tiểu Á, ông đã ra lệnh giải tán quân đội của các phó vương ở Tiểu Á do cho rằng họ không có đủ đảm bảo hòa bình ở phía tây. Đồng thời, hành động này cũng để ngăn ngừa những trang bị phương tiện cho các phó vương phía Tây để họ nổi loạn. Tuy nhiên trật tự đã bị phá vỡ bởi Artabazus của Lydia, người đã yêu cầu sự giúp đỡ của Athen trong việc nổi loạn chống lại nhà vua. Athen đã gửi sự trợ giúp của mình tới Sardis. Orontes của Mysia cũng đã đến với Artabazus và các lực lượng tham gia nổi loạn đã cố gắng đánh bại quân đội được gửi đến bởi Artaxerxes trong năm 354 TCN. Tuy nhiên, năm 353 TCN, họ đã bị đánh bại bởi quân đội của Artaxerxes và bị hủy diệt. Orontes nhận được ân xá của vua, trong khi Artabazus trốn đến triều đình của vua Philippos II của Macedonia.

## Chiến dịch Ai Cập lần I
Vào khoảng năm 351 trước Công Nguyên, vua Artaxerxes thân chinh kéo đại quân thảo phạt Ai Cập - nơi đã diễn ra biến loạn đời tiên vương Artaxerxes II. Một cuộc nổi dậy khác ở Tiểu Á cũng đã nổ ra với sự hỗ trợ của xứ Thebes, đe dọa nghiêm trọng đến quyền thống trị của Artaxerxes ở khu vực này. Sau khi tuyển mộ một độu quân hùng hậu, Artaxerxes đã hành binh vào Ai Cập và giao chiến với Nectanebo II. Sau một năm chiến đấu, Pharaon Nectanebo II, cùng với sự phục vụ của các tướng lĩnh đánh thuê Hy Lạp là Diophantus và Lamius, đã gây ra một thất bại thảm hại cho người Ba Tư. Vị vua thất trận Artaxerxes đành phải triệt binh và hoãn lại kế hoạch xâm lược Ai Cập của mình.

## Cuộc nổi loạn của Cyprus và Sidon
Ngay sau thất bại này, các vua của Phoenicia, Tiểu Á và Cyprus tuyên bố độc lập. Năm 343 TCN, Artaxerxes ủy thác việc đàn áp những kẻ nổi loạn người Cyprus cho hoàng tử Idrieus của Caria, người được giao lực lượng gồm quyền 8000 lính đánh thuê Hy Lạp, 40 tàu chiến 3 tầng mái chèo, được chỉ huy bởi Phocion người Athens, và Evagoras, con trai của Evagoras già, một vị vua cũ của Cyprus. Với lực lượng này, Idrieus đã thành công trong việc khôi phục lại Cyprus.
Artaxerxes đã tiếp tục việc trấn áp của mình, bắt đầu với những cuộc tấn công chống lại Sidon bằng việc cử Belesys, phó vương của Syria và Mezseus, phó vương của Cilicia xâm lược thành phố và để ngăn chặn sự giúp đỡ cho người Phoenician. Tuy nhiên, cả hai đều bị đánh bại dưới tay của Tennes, vua của Sidonese, người đã được hỗ trợ bởi 40.000 lính đánh thuê Hy Lạp gửi đến bởi Nectanebo II và dưới sự chỉ huy của Mentor của Rhodes. Tất cả lực lượng của người Ba Tư bị đuổi khỏi Phoenici.
Sau việc này, Artaxerxes đã tiến hành chống lại Sidon ở vị trí lãnh đạo của 330000 quân, bao gồm 300000 bộ binh,30000 kị binh, 300 tàu chiến 3 tầng mái chèo, 500 tàu vận tải hoặc tàu cung cấp. Sau khi tập hợp được lực lượng này, Ông đã nỗ lực tiến hành việc lấy nhận sự trợ giúp từ người Hy Lạp. Mặc dù bị từ chối giúp đỡ bởi người Athen và Sparta, ông đã thành công trong việc kiếm được 1000 lính bộ binh nặng hoplite người Thebes dưới quyền Lacrates, ba ngàn người Argives dưới quyền Nicostratus, và 6.000 người Æolian, Ionia, và Doria từ các thành phố Hy Lạp của Tiểu Á. Dẫu vậy, Sự trợ giúp như vậy chỉ là lực lượng nhỏ, chiếm không quá mười ngàn lính, và không bằng một phần 30 quân đội bản xứ của ông, nhưng nó đã được hình thành, cùng với lính đánh thuê Hy Lạp từ Ai Cập, những người đã đi theo ông ta sau đó.Ông ta đã đặt họ dưới sự chỉ huy của riêng mình, mà thành công cuối cùng của cuộc chinh phạt của ông ta là dụa vào điều này.

## Chiến dịch Ai Cập lần II

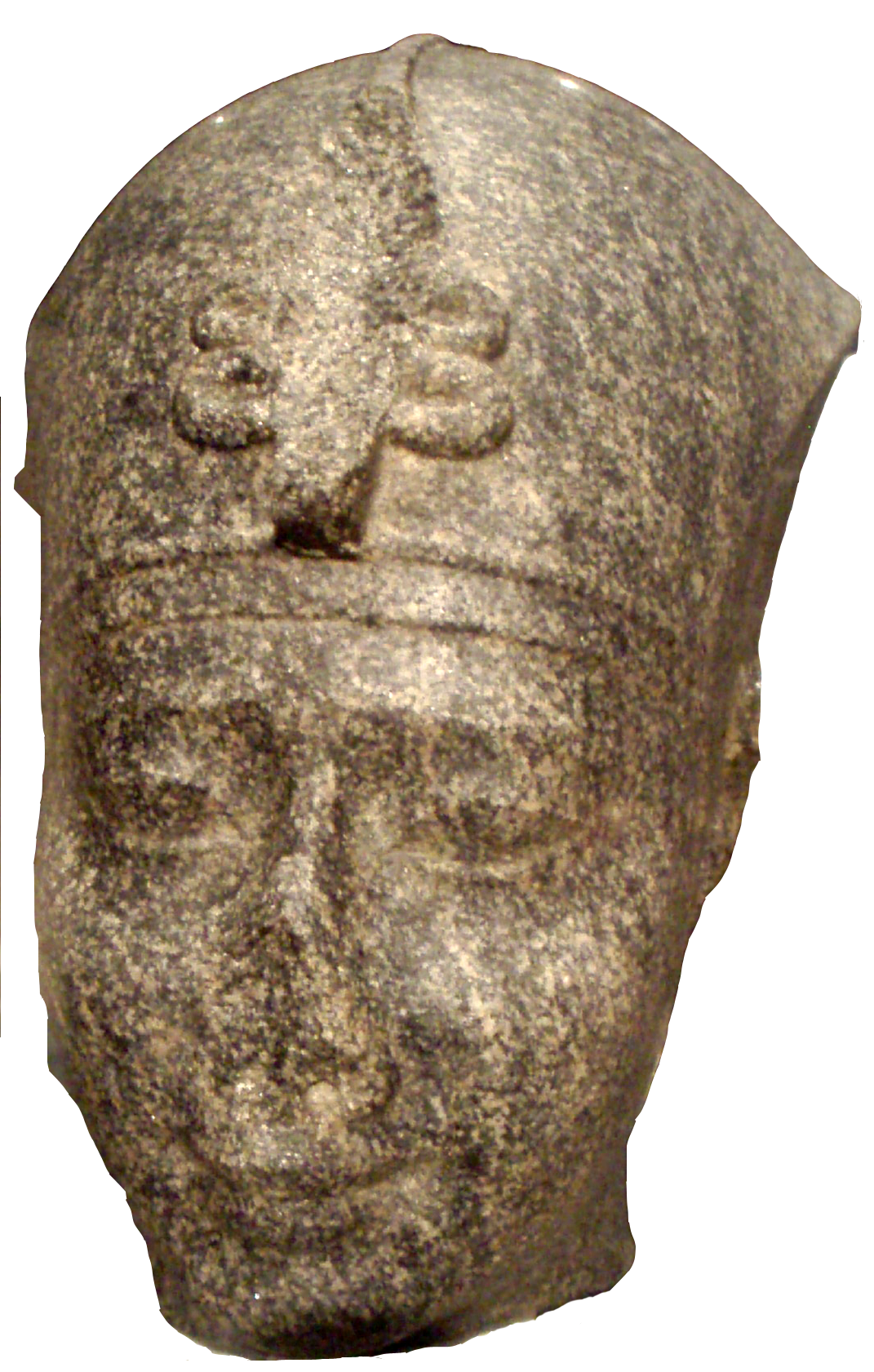
Tượng Nectanebo II

Sau khi chiến thắng Sidon, nhà vua Artaxerxes III chuyển tầm nhìn sang xứ Ai Cập. Vào năm 343 trước Công Nguyên, Artaxerxes III thân hành xuất binh, với 33 vạn chiến binh người Á châu, còn có thêm 14 nghìn chiến binh người Hy Lạp được tuyển mộ từ các thành phố của người Hy Lạp tại Tiểu Á. Đó là 4 nghìn binh sĩ dưới quyền Mentor - những người lính mà Artaxerxes III đã mua chuộc được từ đội quân mà Tennes đã mang tới giúp Ai Cập, cùng với 3 nghìn binh lính do cư dân Argos cử đến và 1 nghìn binh lính nữa do cư dân Thebes phái đến. Ông chia quân thành ba đạo, và cứ mỗi đạo quân thì ông sai một võ tướng người Ba Tư và Hy Lạp chỉ huy. Các chỉ huy Hy Lạp là Lacrates của Thebes, Mentor của Rhodes, và Nicostratus của Argos và Ba tư là Rhossaces, Aristazanes, và Bagoas, các võ tướng xuất thân từ hoạn quan. Vận nước lâm nguy, Nectanebo II thống suất đội quân gồm 10 vạn chiến binh trong số đó có 2 vạn lính đánh thuê Hy Lạp để kháng trả. Nhờ có lực lượng thủy binh hùng mạnh, ông ta làm chủ vùng sông Nile và các nhánh khác nhau của nó.
Vua Ba Tư đại thắng, Nectanebo II liền chạy bán sống bán chết về thành Memphis, để lại các thị trấn tăng cường cho quốc phòng của đơn vị đồn trú của họ. Một đội quân hỗn hợp gồm một phần của Hy Lạp và một phần của Ai Cập, giữa những người ngờ vực và sự nghi ngờ đã được gieo trồng dễ dàng bởi các nhà lãnh đạo Ba Tư. Bằng cách này có nghĩa là người Ba Tư nhanh chóng chiếm lấy thành phố thứ hai của Hạ Ai Cập, Memphis. khi Nectanebo bỏ đất nước và bỏ chạy về phía nam tới Ethiopia Quân đội Ba Tư hoàn toàn đánh bại người Ai Cập và chiếm đóng các vùng đồng bằng thấp của sông Nile. Sau khi Nectanebo trốn sang Ethiopia. Tất cả Ai Cập đầu hàng Artaxerxes và người Do Thái ở Ai Cập đã được gửi đến các bờ biển phía nam của biển Caspian, nơi người Do Thái của Phoenicia đã bị lưu đày và Babylon.
Sau chiến thắng này, Artaxerxes đã phá hủy bức tường thành phố, bắt đầu một triều đại của khủng bố, và cướp bóc tất cả các ngôi chùa. Ba Tư đã đạt được một số lượng đáng kể sự giàu có từ việc cướp bóc này. Ngoài việc cướp bóc ngay lập tức, Artaxerxes tăng thuế cao, và đã cố gắng để làm suy yếu Ai Cập đủ để nó có thể không bao giờ nổi dậy chống lại Ba Tư. Trong 10 năm mà Ba Tư kiểm soát Ai Cập, tôn giáo bị bức hại và sách thiêng liêng đã bị đánh cắp Trước khi ông trở về Ba Tư., ông bổ nhiệm Pherendares làm phó vương của Ai Cập. Với sự cướp bóc Artaxerxes đã ban thưởng hậu hĩnh cho lũ lính đánh thuê của mình và sau đó trở về thủ đô của mình với những vinh quang của qua việc thực hiện thành công cuộc xâm lược Ai Cập.

## Cuối đời
Sau thành công của ông ở Ai Cập, Artaxerxes trở về Ba Tư và dành vài năm tới để dẹp yên các cuộc nổi dậy trong các vùng khác nhau của đế quốc mà một vài năm sau kể từ cuộc chinh phục Ai Cập, Đế quốc Ba Tư đã vững vàng trong tay của hoàng đế. Ai Cập vẫn là một phần của Đế chế Ba Tư cho đến khi Alexandros Đại đế chinh phục Ai Cập.

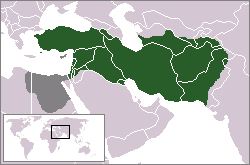
Đế quốc Ba Tư vào lúc Artaxerxes III lên ngôi (xanh), và những cuộc chinh phạt của ông (màu xám)

Sau khi chinh phục Ai Cập, đã không có cuộc nổi dậy hay nổi loạn chống lại Artaxerxes. Mentor và Bagoas, hai vị tướng đã tỏ ra nổi bật trong chiến dịch Ai Cập, được giao các chức vụ có tầm quan trọng cao nhất.
Quân Ba Tư ở Ionia và Lycia đã giành lại quyền kiểm soát biển Aegean và Địa Trung Hải và chiếm phần lớn đế chế hải đảo cũ của Athen. Isocrates của Athens bắt đầu những bài phát biểu kêu gọi một "chiến dịch lớn chống lại man rợ "nhưng không có đủ sức mạnh để bất kỳ của thành bang Hy Lạp nào hưởng ứng lời kêu gọi của ông Trong năm 341 TCN, Artaxerxes trở về Babylon, nơi ông dường như tiến hành xây dựng một Apadana lớn mà được mô tả trong các tác phẩm của Diodorius.
Con trai ông, Arses của Ba Tư, lên kế vị ngai vàng và thường được biết đến với tên gọi Artaxerxes IV.

## Gia đình
Artaxerxes III là con trai của Artaxerxes II và Statira. Artaxerxes II có hơn 115 người con trai với rất nhiều vợ, nhưng hầu hết trong số đó tuy nhiên đều là con hoang. Một số anh chị em đáng chú ý của ông là Rodogune, Apama, Sisygambis, Ocha, Darius và Ariaspes, hầu hết những người này đều bị ông trừ khử sau khi lên ngôi. Artaxerxes cưới cháu gái và con gái của Oxathres, anh trai của vị vua tương lai Darius III. Con của ông là Arses, vị vua tương lai của Ba Tư, Bisthanes, và Parysatis.